# Dolomiterna

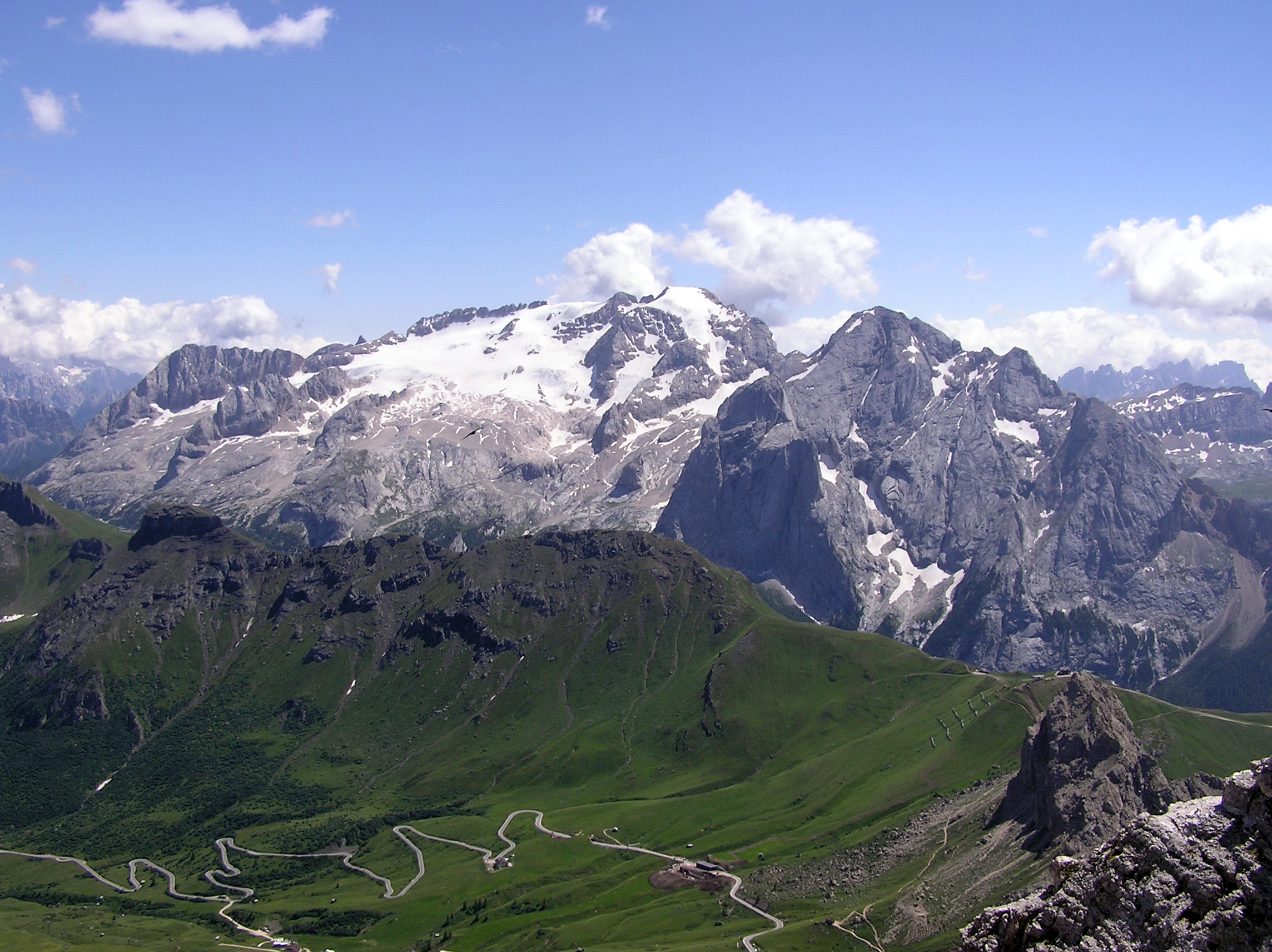
Dolomiterna.

Dolomiterna, Dolomiti, är en del av Alperna i nordöstra Italien. De ligger till största delen i provinsen Belluno, men sträcker sig även över delar av provinserna Bolzano, Trento, Vicenza, Udine och Pordenone. Området sträcker sig från Adigefloden i väst till Pievedalen i öst; från Pustertal i norr och till Val Sugana i söder.
Regionen är vanligen uppdelad i västra och östra Dolomiterna på ömse sidor om dalgångarna Gadertal - Campolongopasset - Cordevoledalen.

## Geologi

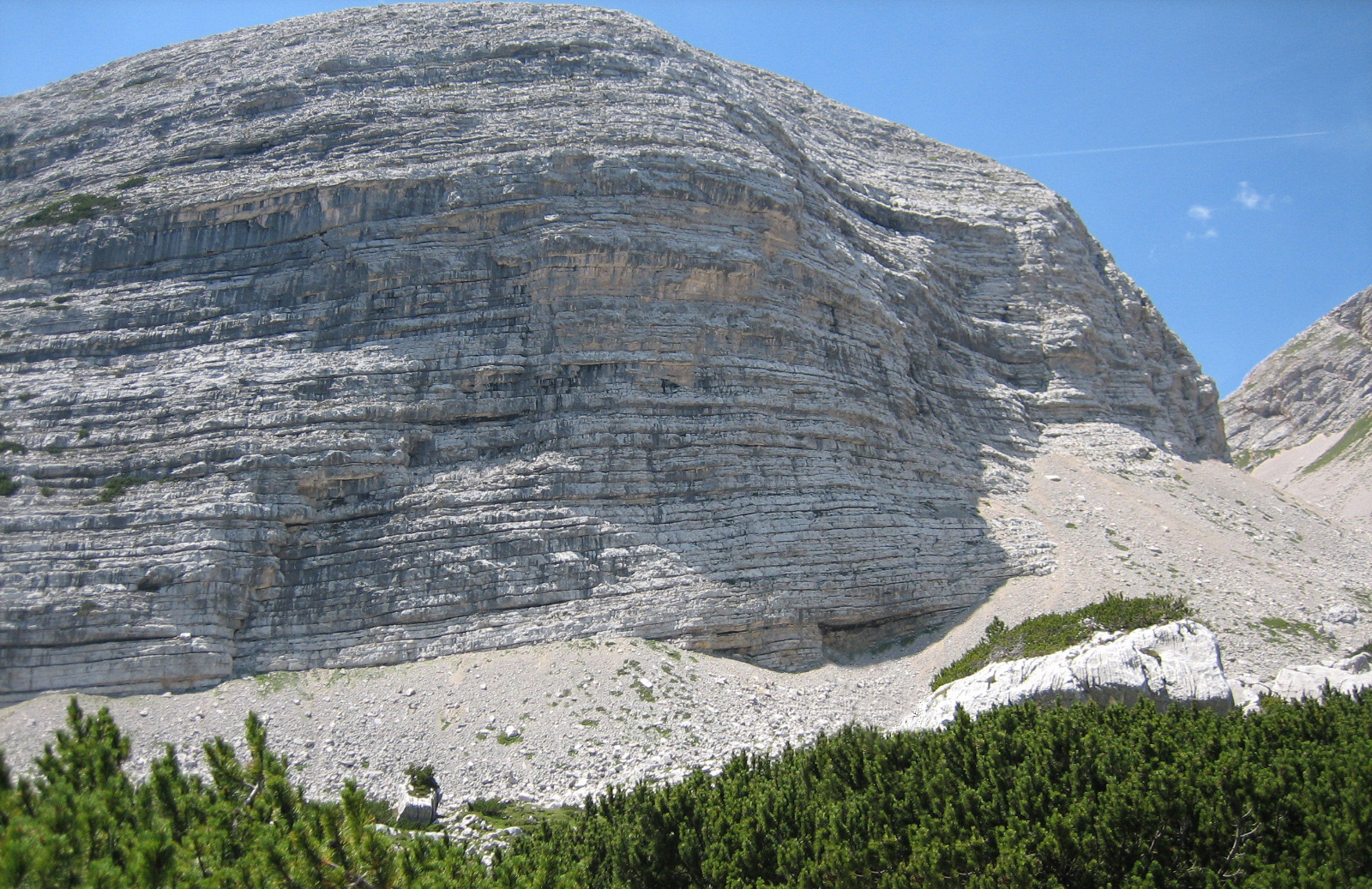
Skiktningar vid Fanes Alm

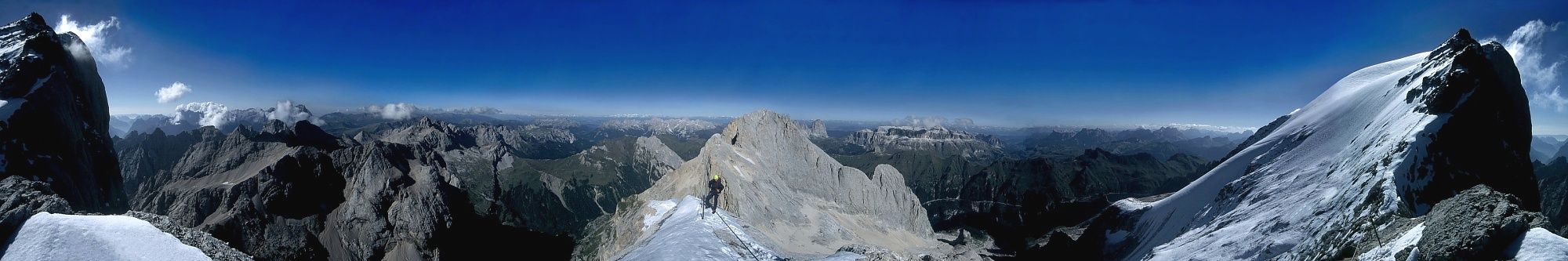
360° panorama från toppen av Punta Penia

Under den yngre Trias-tiden låg här Tethyshavet över en i stort horisontell platta av vulkanisk art (lava). Påtagliga veckbildningar förekom inte. I detta hav fanns korallrev. När vattnet i sinom tid försvann utsattes de torrlagda områdena för allsköns erosion. Lavan var mjukare än de förkalkade korallreven, varför lavan försvann och de hårdare kalkformationerna stod kvar. Detta är förklaringen till områdets spektakulära bergstoppar mellan dalgångarna. Avsaknaden av veckbildningar gör att skiktningar i nutidens dolomittoppar överallt ligger i stort sett horisontellt.

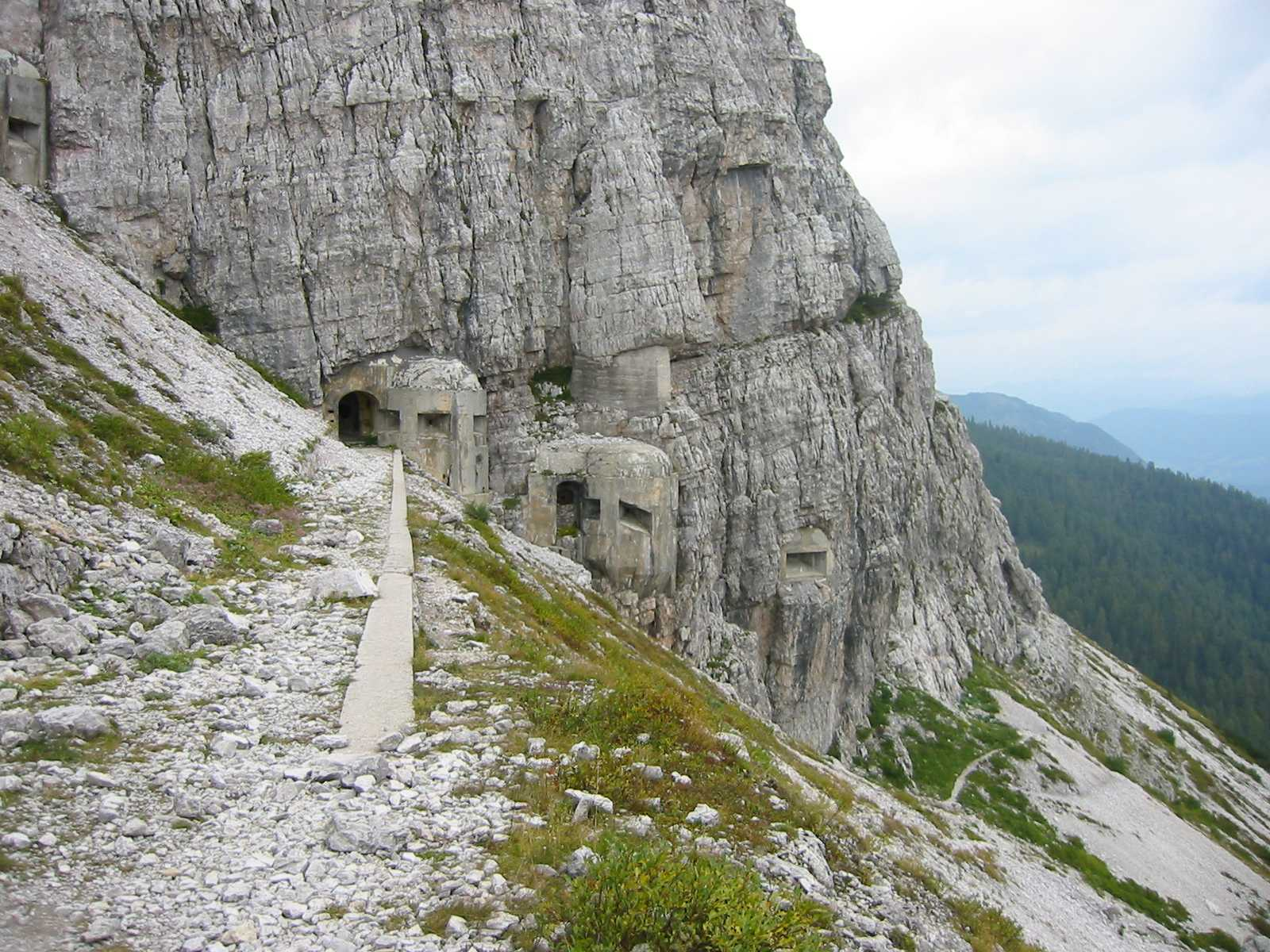
Här syns flera öppningar till militära installationer

Naturliga grottor saknas nästan helt, men det finns åtskilliga militära tunnelsystem skapade under första världskriget, då fronten mellan Kungariket Italien och dubbelmonarkin Österrike-Ungern gick genom Dolomiterna.

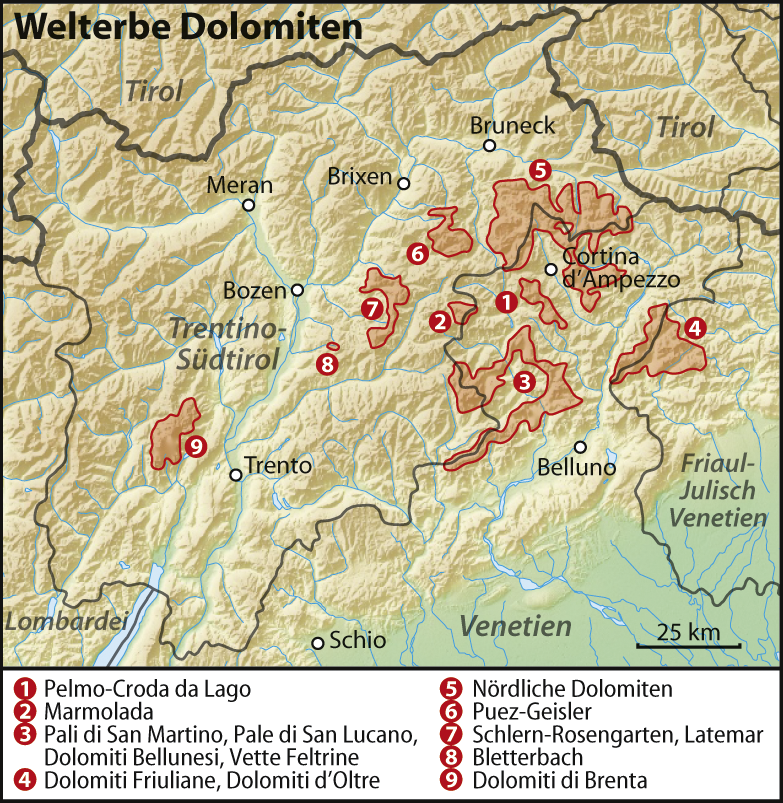
Mineraliseringar av dolomit

Områdets högsta höjd är Punta Penia, även kallad Marmolada, 3 342 m ö h. Toppen bestegs första gången av österrikaren Paul Grohmann 1864.

## Etymologi
Namnet Dolomiterna beror på att det i berggrunden finns gott om dolomit, en sorts kalksten. Detta mineral är uppkallat efter dess utforskare, fransmannen Déodat Gratet de Dolomieu (1750-1801) som 1789 klarade ut den kemiska sammansättningen. Dessförinnan hade bergskedjan kallats Monti Pallidi (De bleka bergen).

## Historia och språk
Området har genom tiderna behärskats av många olika makter, och befolkningen karaktäriseras av invandring från många olika håll, med många därav följande språkliga särdrag. I norr är det olika tyska dialekter som talas, i söder italienska. I gränsområdet däremellan talas ladinska. Ladinska språket lever än, och är ett av EU erkänt minoritetsspråk. Längst i söder finns ett mycket litet område, där zimbriska är modersmålet.
Under första världskriget gick frontlinjen genom Dolomiterna under kriget 1915–1918 mellan Kungariket Italien och Österrike-Ungern. Under den tiden inträffade två stora snölaviner. Den ena drabbade den italienska sidan hårt med många döda och saknade. Den andra drabbade i stället motståndarsidan med stora förluster.

## Kultur
En stad i området är Cortina d'Ampezzo, dit Olympiska vinterspelen 1956 förlades. I litteraturen i anslutning därtill förkortas vanligen namnet till enbart Cortina.
Den 26 juni 2009 blev Dolomiterna ett världsarv.

## Galleri

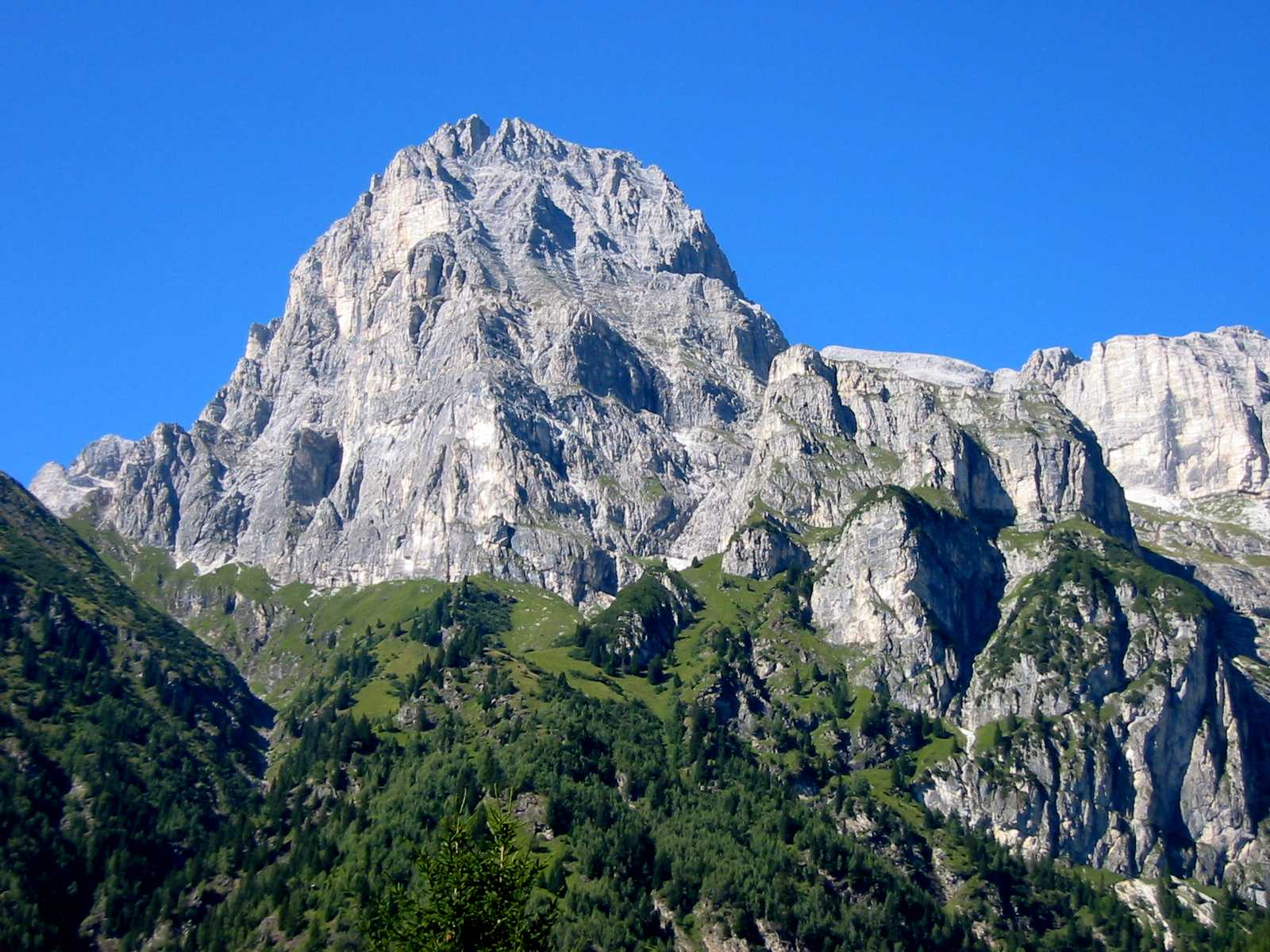
Tribulaun
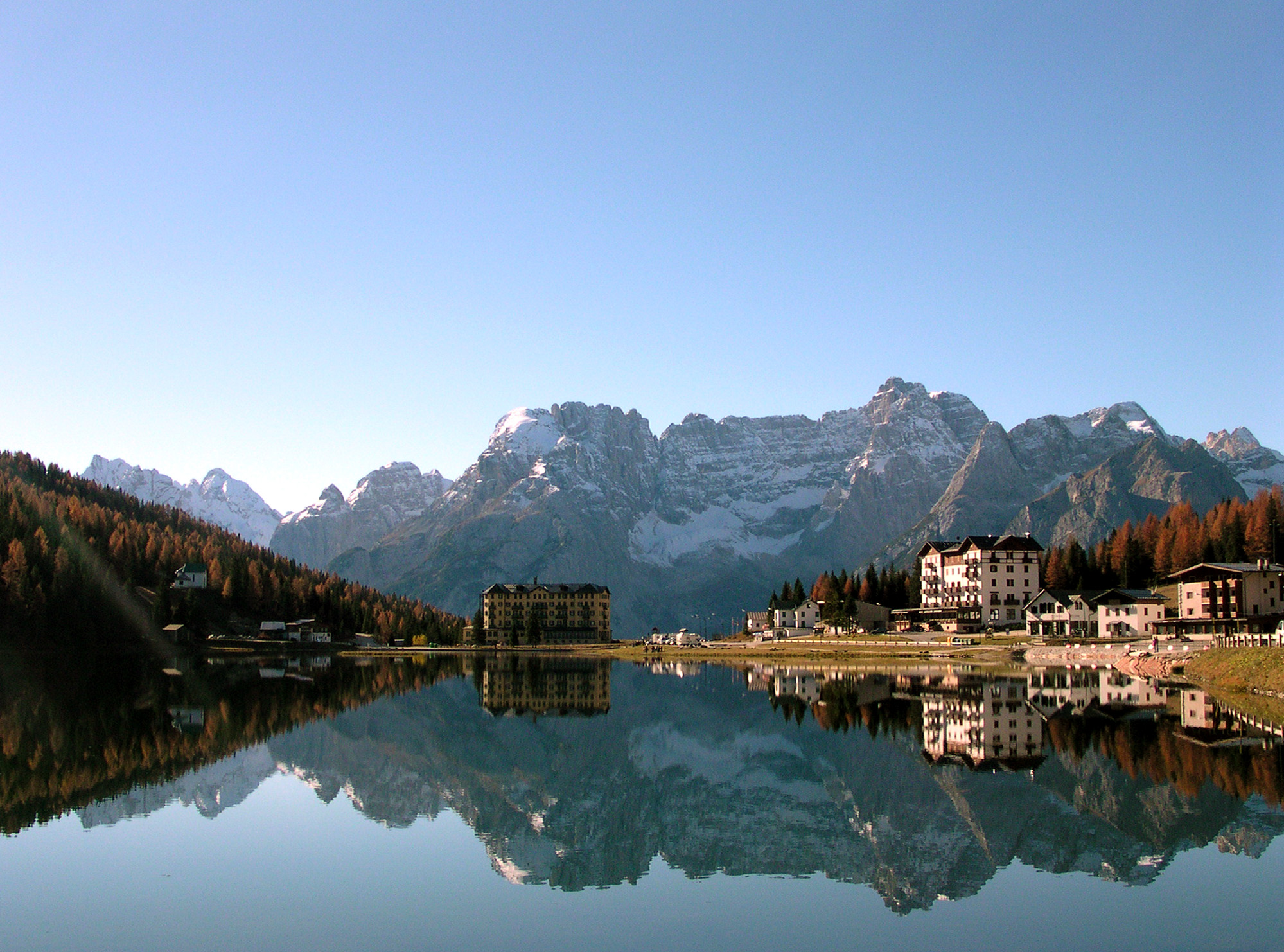
Lago di Misurina
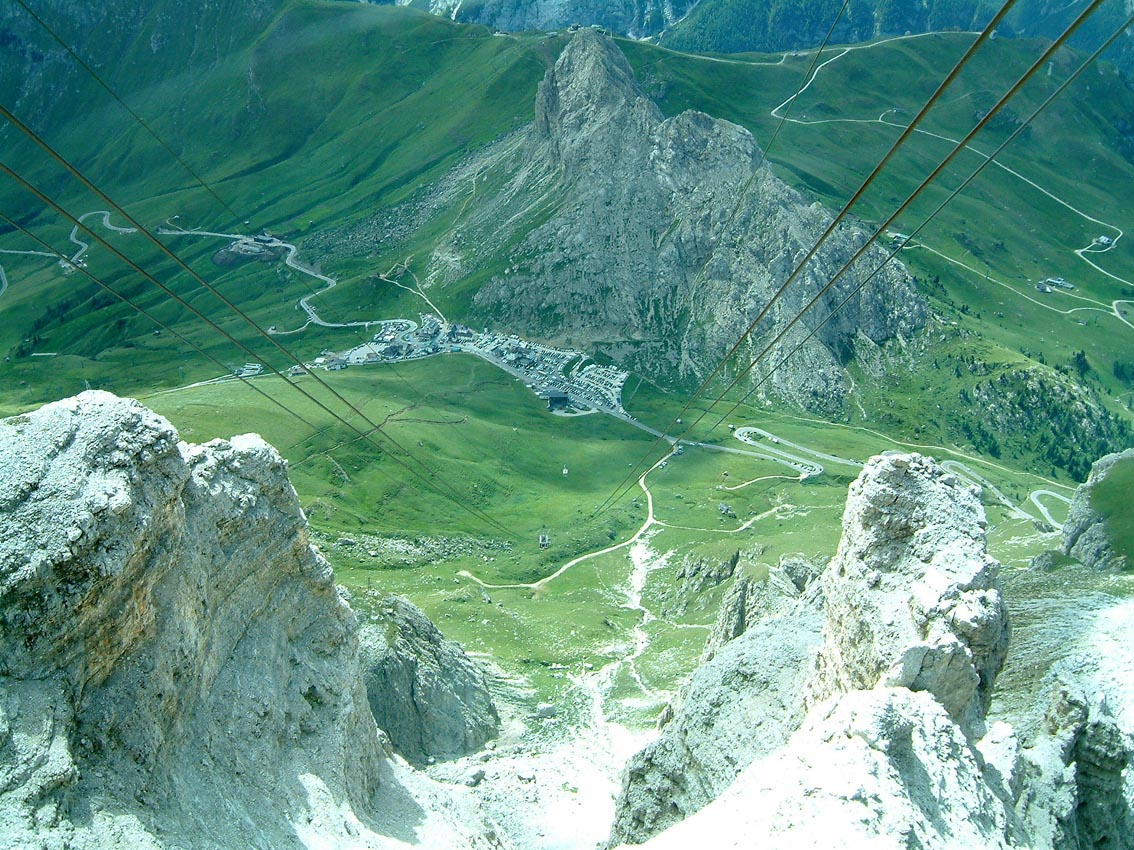
Passo Pordoi
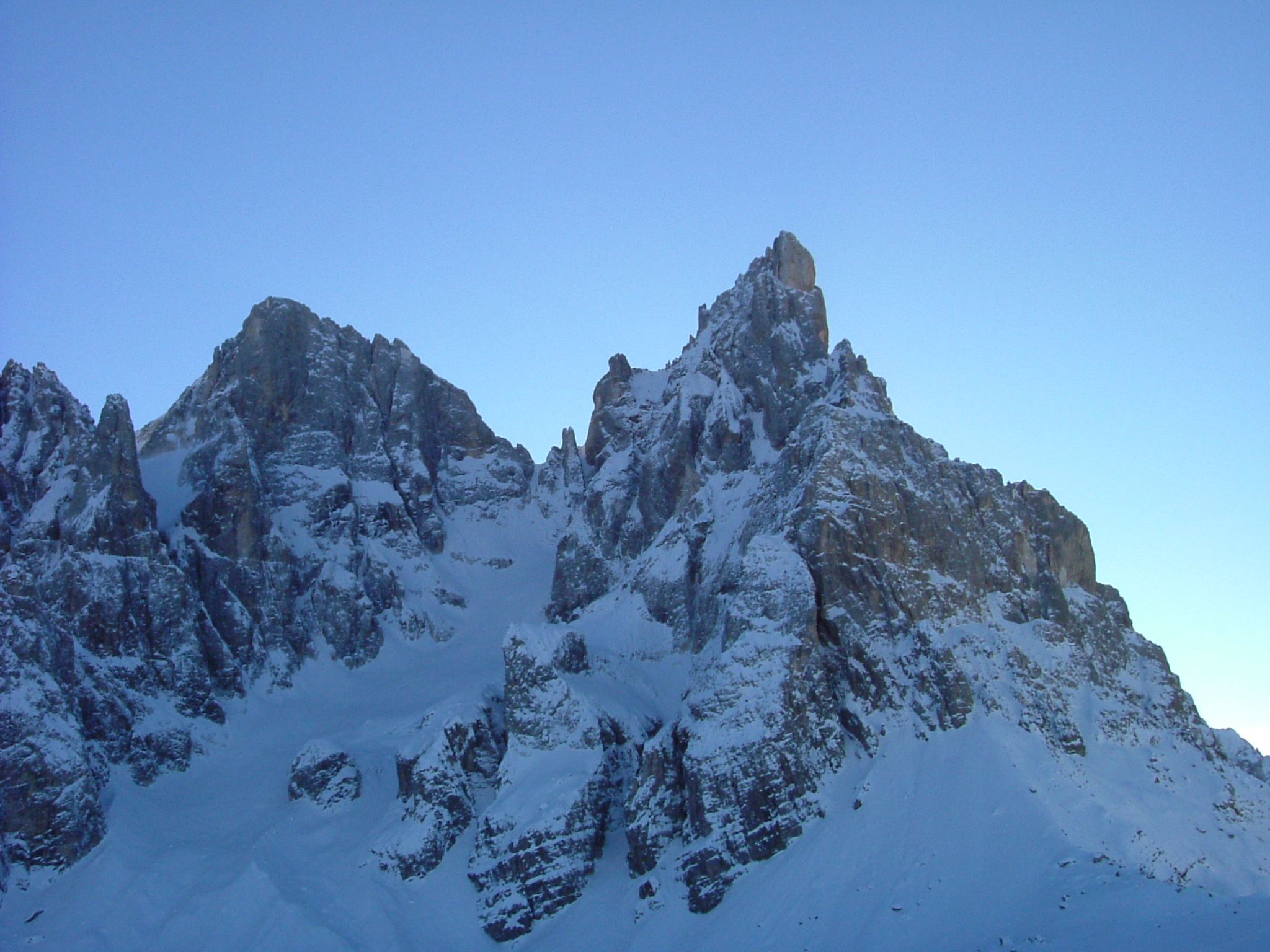
Cimon della Pala
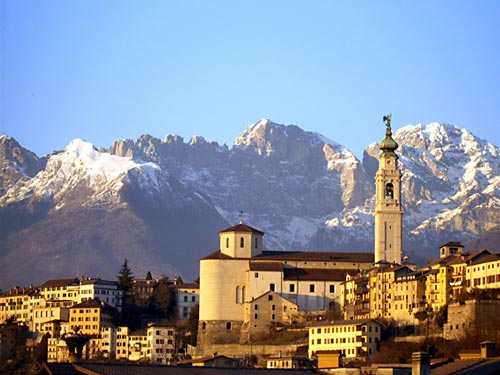
Gruppo della Schiara
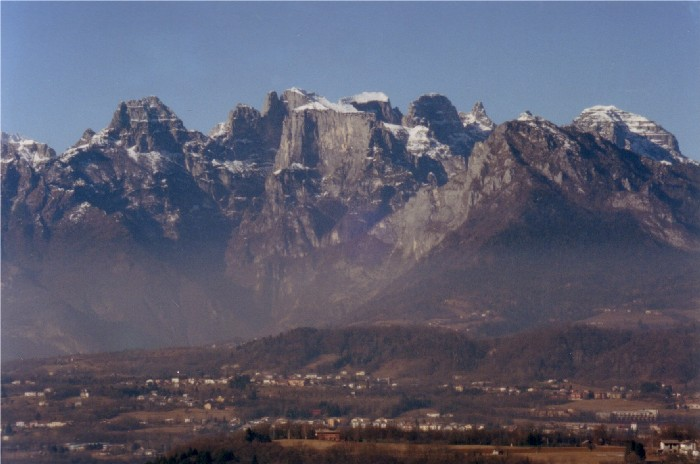
Monti del Sole
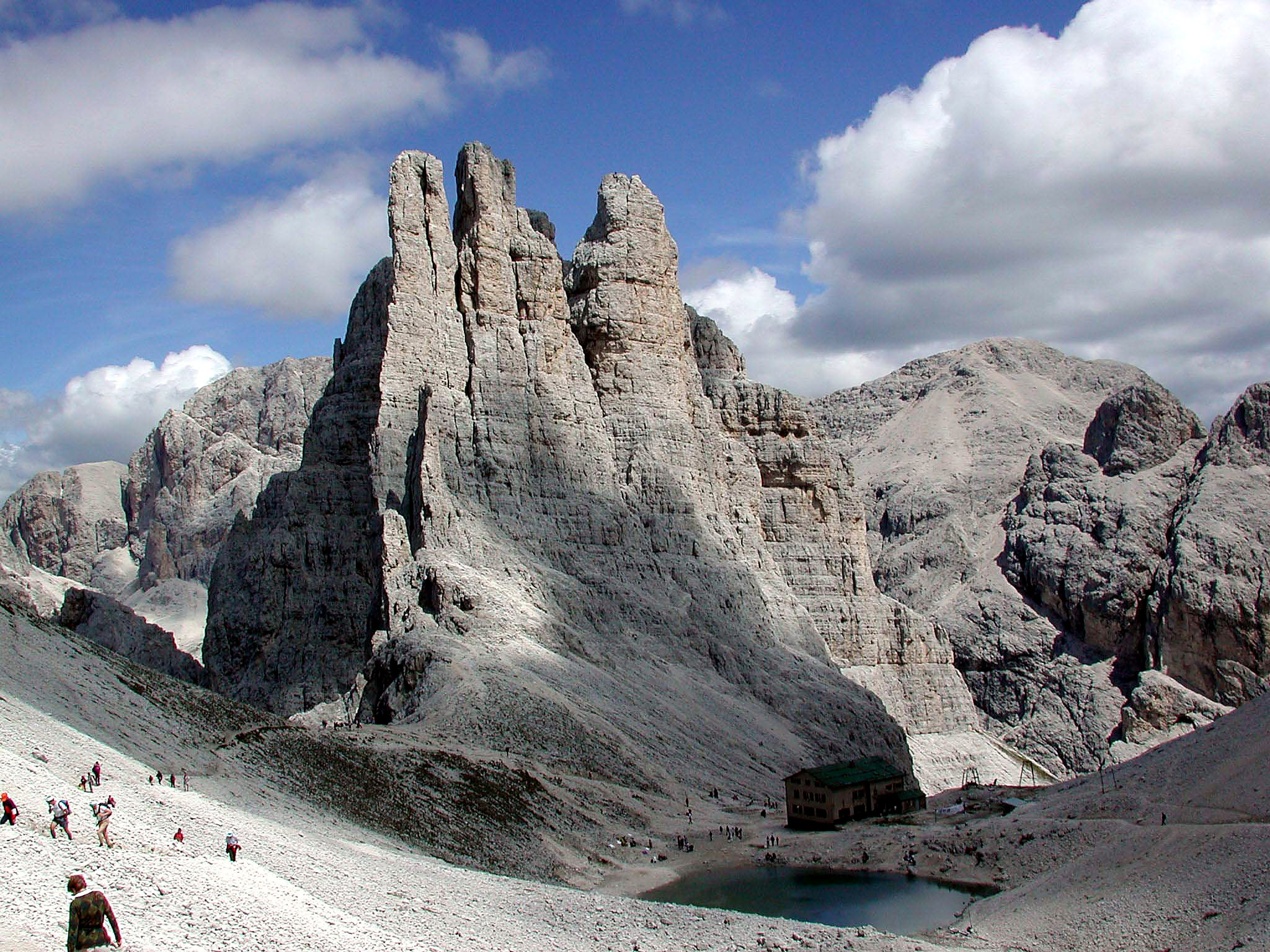
Torri del Vaiolet.
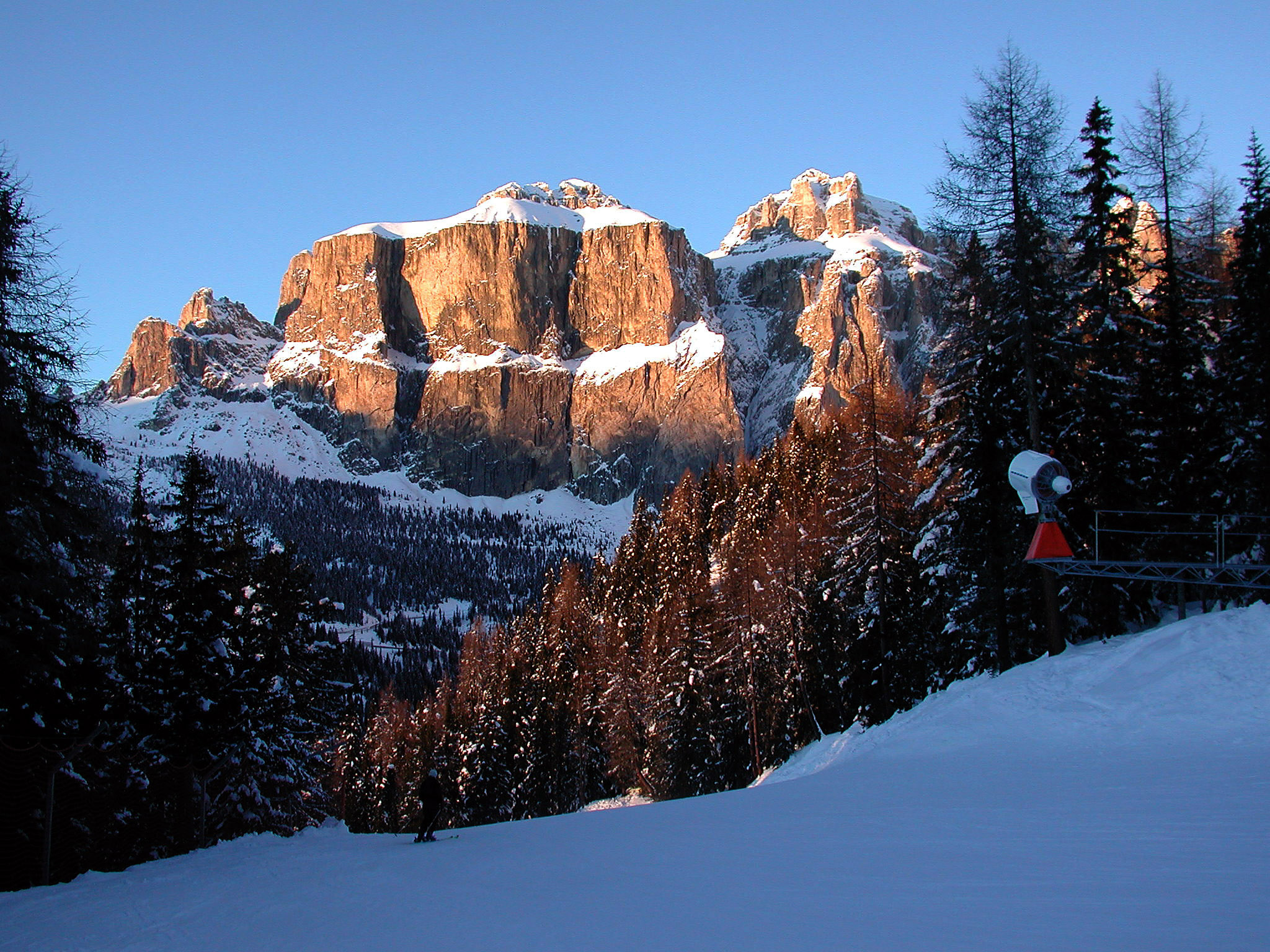
Gruppo del Sella
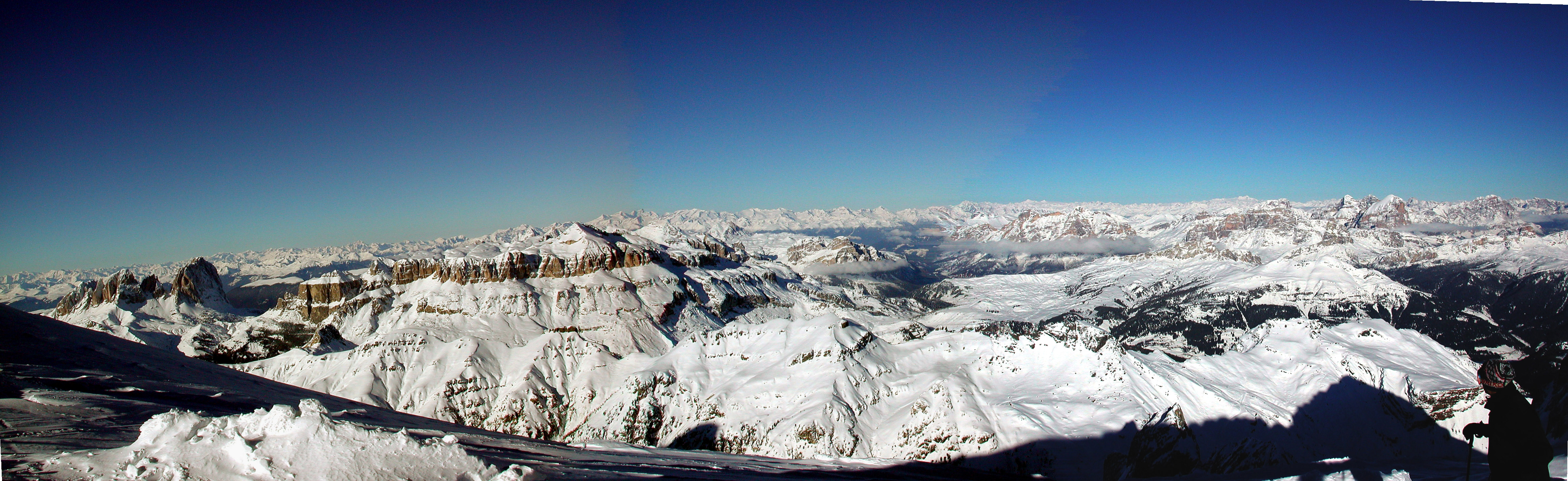
Dolomiti orientali
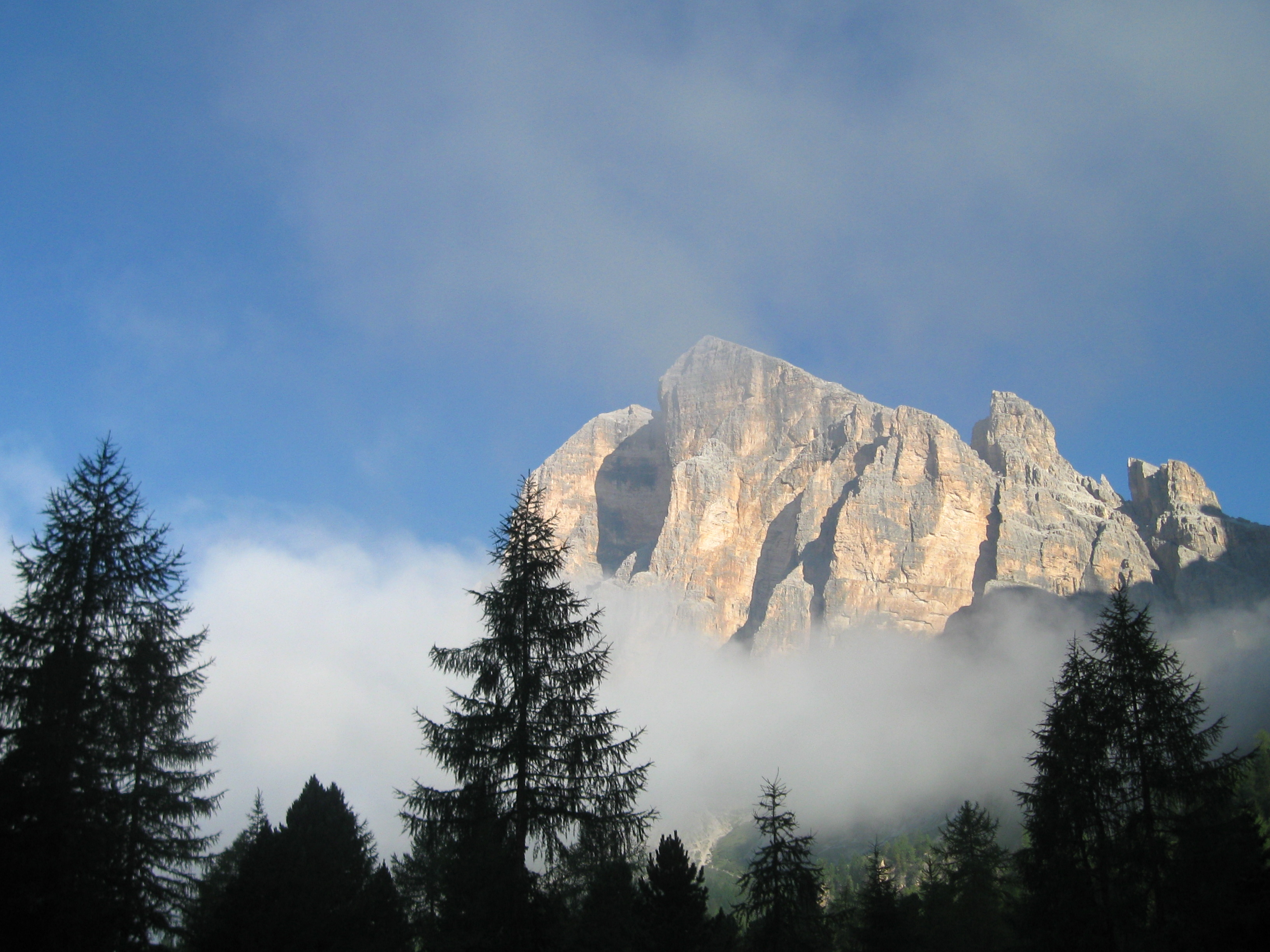
Tofana di Rozes.